# Санча Майоркская
Санча Майоркская или Санча Арагонская (итал. Sancha d'Aragona; около 1285 — 28 июля 1345, Неаполь) — королева-консорт Неаполитанского королевства (1309—1343).

## Биография
Дочь короля Майорки Хайме II (1243—1311) и Эскларамунды де Фуа.
Внучка короля Арагона Хайме I и Виоланты Венгерской (по отцу) и графа Роже IV де Фуа и Брунисенды де Кардона, представительницы ветви Фуа дома Фуа-Каркассон (по матери).
В июле в Коллиуре (ныне Франция) в 1304 года году вышла замуж за Роберта Мудрого (1277—1343), короля Неаполя и графа Прованса в 1309—1343 годах из Анжуйской династии (Анжу-Сицилийский дом). О детях от этого брака никаких сведений нет.
Её старший брат Санчо I унаследовал престол Мальорки.

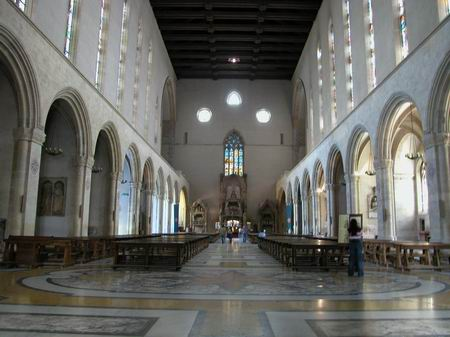
Базилика Санта-Кьяра в Неаполе.

После смерти мужа в январе 1343 года, по его завещанию, исполняла обязанности королевы-консорт при наследнице трона принцессе Джованне.
В 1344 вынуждена была оставить двор и под именем Клары вступить в монашеский орден Кларисок и поселиться в монастыре Санта Мария делла Кроче в Неаполе.
Около 1336 года Санча основала первый монастырь францисканцев у горы Сион в Иерусалиме.
Умерла почитаемая святой 28 июля 1345 года. Похоронена в церкви того же монастыря, позже прах Санчи был перенесен в базилику Санта-Кьяра в Неаполе.